# 马蒂亚斯·费莱森
马蒂亚斯·费莱森（德語：Matthias Felleisen）是德裔美国计算机科学教授和作家。他在德国长大，21岁移民美国。他在丹尼尔·福瑞得曼的指导下获得了印第安纳大学的博士学位。马蒂亚斯·费莱森對编程语言、程序设计等領域有興趣。 

## 外部鏈接
- Matthias at Northeastern University （页面存档备份，存于）
- Khoury College of Computer Sciences at Northeastern University （页面存档备份，存于）